# Chains (film 1912)
Chains è un cortometraggio muto del 1912 diretto da Archer MacMackin.

## Trama
Una giovane sposa in carcere il fidanzato che sta scontando una condanna. In seguito, la donna incontra un altro uomo che lei capisce essere il suo vero amore. Ma il matrimonio ormai la lega per sempre al galeotto.

## Produzione
Il film fu prodotto dalla Essanay Film Manufacturing Company. Venne girato a Chicago, sede della casa di produzione.

## Distribuzione
Distribuito dalla General Film Company, il film - un cortometraggio a una bobina - uscì nelle sale cinematografiche statunitensi il 5 novembre 1912.